# Герб Усть-Ординського Бурятського округу
Герб Усть-Ординського Бурятського округу — офіційний символ Усть-Ординського Бурятського округу, адміністративно-територіальної одиниці з особливим статусом у складі Іркутської області Російської Федерації. Прийнятий як герб Усть-Ординського Бурятського автономного округу, у 2009 році скасований, у 2011 році знову затверджений у сучасному статусі. Герб внесений до Державного геральдичного регістра Російської Федерації під реєстраційним номером 220.

## Опис
Офіційний опис герба:
|  | У скошеному праворуч срібному і зеленому щиті - золотий безант (куля, коло), супроводжуваний чотирма малими безантами в хрест і обтяжений срібною тріадою - світилом про три промені у вигляді хвиль, які біжать у бік, зворотний до ходу сонця; один із променів повернутий праворуч. |

Автори — Тумен Манжеєв і Марина Дамбієва.

## Символіка
Герб Усть-Ординського Бурятського округу є зображенням на біло-зеленому щиті золотого кола, що виступає як солярний знак і уособлює досконалість світу, образ всесвіту, землі та окремого родового племені, — в якому міститься тріада, білого кольору. Тріада — найяскравіший і найхарактерніший елемент орнаменту передбайкальських бурятів — постає як рух. По чотирьох сторонах кола розташовуються золоті кружечки, як зображення чотирьох сторін світла. Центр тріади поєднаний із центром великого кола.
- білий — простір небес, досконала порожнеча, з якої народжується всесвіт, білизна молока, імпульс до розвитку, священний, божественний колір, що використовується для обрядів очищення та зцілення.
- зелений — колір безсмертя та самої природи, символ воскресіння та оновлення, символізує унікальну флору та фауну, лісові багатства округу.
- золотий — багатство краю, сонячне світло, колір щастя та благополуччя[2].

## Історія
За радянських часів і в першій половині 1990-х років округ своєї символіки не мав. В 1997 був оголошений конкурс на кращий герб міста, який виграли художники з Улан-Уде Тумен Манжеєв і Марина Дамбієва.
25 червня 1997 року було затверджено Закон Усть-Ординського Бурятського автономного округу № 19-ОЗ «Про герб і прапор Усть-Ординського Бурятського автономного округу». Герб був аналогічний сучасному, опис трохи відрізнявся від існуючого нині, наприклад, фігура в центрі герба називалася описувалася як «тріада» і «алагбар». Надалі до закону кілька разів вносилися зміни, проте вони не стосувалися зовнішнього вигляду герба. Відповідно до закону від 28 січня 2000 року постать у центрі герба стала називатися лише «тріадою».
1 січня 2008 року було створено новий суб'єкт Російської Федерації — Іркутська область, у складі якої Усть-Ординський Бурятський округ став адміністративно-територіальною одиницею з особливим статусом. У 2009 році закон про символіку Іркутської області став діяти і на території округу, попередній закон про символіку округу було скасовано.
7 липня 2011 року було ухвалено закон Іркутської області № 54-ОЗ «Про символіку Усть-Ординського Бурятського округу», який затвердив сучасний герб.

## Примітка
1. ↑  Геральдика.ру. Государственный геральдический регистр Российской Федерации. sovet.geraldika.ru. Архів оригіналу за 20 вересня 2020.
2. 1 2  Закон Иркутской области от 07 июля 2011 года N 54-оз «О символике Усть-Ордынского Бурятского округа»
3. 1 2  Как создавалась символика округа. Байкал Инфо (рос.). Процитовано 10 грудня 2020.
4. ↑  Закон Иркутской области от 27 марта 2009 года N 12-оз «О распространении действия Закона Иркутской области „О гербе и флаге Иркутской области“ на всю территорию нового субъекта Российской Федерации — Иркутской области, внесении в него изменений и признании утратившими силу отдельных законов Усть-Ордынского Бурятского автономного округа [Архівовано 2020-07-24 у Wayback Machine.]»